# Weißenborn (Burgenlandkreis)
Weißenborn (Burgenlandkreis) este o comună din landul Saxonia-Anhalt, Germania.